# Lagaň
Laganas (rusky Лагань) je město v Rusku, druhé největší město Kalmycké republiky a její jediný přístav na pobřeží Kaspického moře. Nachází se na jihovýchodě Kalmycka, 310 kilometrů od hlavního města Elisty. Při sčítání v roce 2010 mělo město 14 323 obyvatel. Většinu obyvatel tvoří buddhisté. Z pohledu turismu je město zajímavé hlavně blízkostí Kaspického moře, které umožňuje jachting a rybolov.

## Dějiny
V roce 1870 zde byla křesťanskými vystěhovalci založena osada s názvem Lagaň. Během druhé světové války, v roce 1944, bylo po násilném vystěhování Kalmyků Stalinem změněno jméno na Kaspijskij, které se zachovalo i po založení autonomní republiky Kalmycko v roce 1957. V roce 1963 získal Kaspijskij statut města a od roku 1991 bylo jméno změněno na původní Lagaň. Počet obyvatel města kulminoval v roce 1989, kdy zde žilo 15 824 lidí.